# Decorazione al merito della Bassa Austria
La Decorazione al merito della Bassa Austria (in tedesco: Ehrenzeichen für Verdienste um das Bundesland Niederösterreich) è un'onorificenza concessa dallo stato federato austriaco della Bassa Austria.

## Storia
La decorazione della Bassa Austria per premiare quanti abbiano compiuto servizi speciali nel campo dei lavori pubblici e privati nonché per il benessere generale o comunque che abbiano contribuito a promuovere lo sviluppo della Bassa Austria.

## Classi

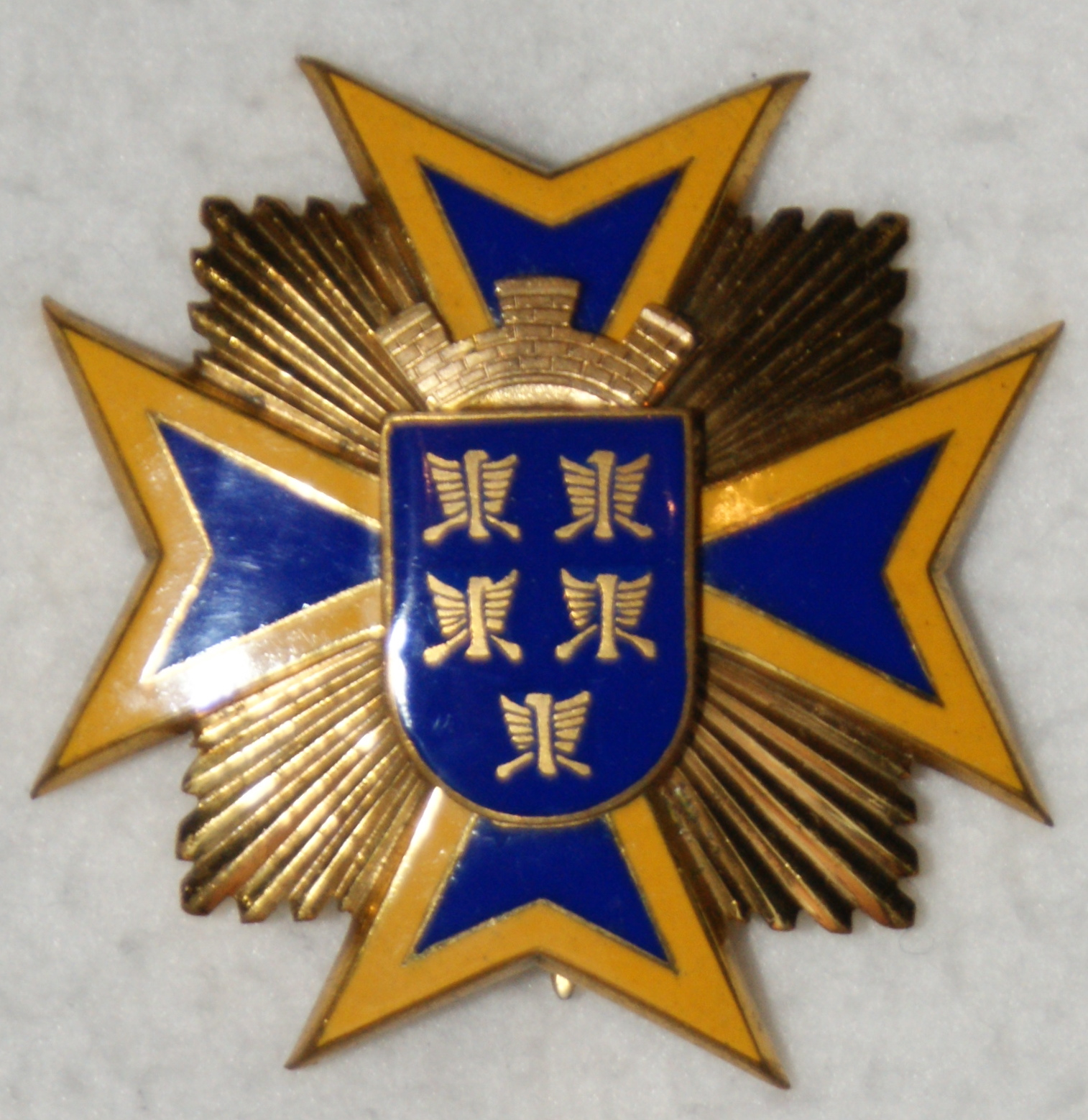
Insegna da Commendatore con stella in oro

La medaglia è suddivisa in undici classi di benemerenza:
- Commendatore con stella in oro
- Commendatore con stella in argento
- Commendatore con croce in oro
- Commendatore con croce in argento
- Gran decorazione in oro
- Decorazione in oro
- Decorazione in argento
- Medaglia al merito
- Medaglia d'oro
- Medaglia d'argento
- Medaglia di bronzo

La medaglia è costituita da una croce biforcata (in oro, argento o smalti a seconda della classe). Al centro della decorazione si trova uno scudo smaltato con lo stemma della Bassa Austria.
La stella dell'ordine è costituita da una placca a forma stella raggiante (in oro o argento a seconda della classe), sovrastata dalle insegne dell'ordine.
Il nastro dell'ordine è costituito da una fascia blu avente una fascia gialla al centro affiancata da altre due strisce gialle per parte.

## Insigniti notabili
- Christoph Schönborn
- Jean-Claude Juncker
- Wolfgang Schüssel
- Michael Schade
- Erwin Pröll